# Extraordinarius klausmeinei
Extraordinarius klausmeinei – gatunek pająka z rodziny spachaczowatych i podrodziny Sparianthinae.

## Taksonomia
Gatunek ten opisany został po raz pierwszy w 2019 roku przez Cristinę A. Rheims na łamach „Zootaxa”. Jako lokalizację typową wskazano Parque Estadual de Itaúnas w Conceição da Barra w brazylijskim stanie Espírito Santo. Epitet gatunkowy nadano na cześć piosenkarza i gitarzysty Klausa Meine’a. Oryginalnego opisu dokonano na podstawie pojedynczego samca, natomiast samica opisana została przez Cristinę A. Rheims w 2022 roku.

## Morfologia
Samiec ma ciało długości 10,3 mm przy karapaksie długości 4,6 mm i szerokości 3,9 mm oraz opistosomie (odwłoku) długości 5,5 mm i szerokości 3,2 mm, samica zaś ma ciało długości 16,5 mm przy karapaksie długości 6,3 mm i szerokości 5,1 mm oraz opistosomie długości 9,4 mm i szerokości 5,9 mm. Ośmioro oczu rozmieszczonych jest w dwóch rzędach. Wysokość nadustka jest mniejsza niż średnica oczu przednio-środkowej pary. Brązowe szczękoczułki mają na przedniej krawędzi bruzdy trzy zęby, a na tylnej jej krawędzi dwa małe ząbki. U samca warga dolna jest brązowa z ciemniejszą podstawą, u samicy zaś cała brązowa. U samca szczęki są bladobrązowe z kremowo rozjaśnionymi częściami odsiebnymi, u samicy zaś brązowe z jasnobrązowo rozjaśnionymi częściami odsiebnymi. Sternum samca jest pomarańczowe z bladobrązowymi krawędziami, samicy natomiast brązowe z ciemnobrązowymi krawędziami. Kolejność par odnóży od najdłuższej do najkrótszej to IV, II, I, III. Barwa odnóży i nogogłaszczków jest brązowa.
Kształt opistosomy jest owalny. U samca barwę ma kremową, z wierzchu z brązowym nakrapianiem z przodu i brązowymi szewronami pośrodku tyłu, od spodu z nielicznymi brązowymi kropkami. U samicy barwę ma brązowawożółtą, z wierzchu z nieregularnymi znaczeniami brązowymi po bokach i wzdłuż krawędzi znaku nadsercowego oraz sześcioma szewronami pośrodku tyłu, od spodu z nieregularnymi znaczeniami brązowymi po bokach i V-kształtnym znakiem pośrodku. Kądziołki przędne są bladopomarańczowe u samca, brązowe zaś u samicy.
Nogogłaszczki samca mają goleń wyposażoną w jeden kolec prolateralny, stożkowatą (trójkątną w widoku brzusznym) apofizę wentralną oraz pojedynczą, nieco ponad trzykrotnie dłuższą niż szerszą, w widoku tylno-bocznym prostą i odsiebnie spłaszczoną apofizę retrolateralną. Pojedyncza, haczykowata, między 1,5- a 2-krotnie dłuższa niż szeroka i na całej długości tak samo szeroka apofyza medialna wyrasta z tegulum na godzinie 5:30, embolus wyrasta z niego na godzinie siódmej, a wyrostek tegulum bliższy nasadzie konduktora jest niewiele szerszy niż dłuższy, trójkątny w zarysie.
Genitalia samicy mają nieco dłuższe niż szerokie pole epigynalne, tak szeroką jak długą i pobrużdżoną przegrodę pośrodkową płytki płciowej z przodu zaopatrzoną w wachlarzowaty trzonek o podstawie przedniej węższej niż ⅓ jego największej szerokości i powycinanym tyle, a boczne płaty tejże płytki delikatnie ku przodowi zbieżne, przed podstawą trzonka równoległe.

## Rozprzestrzenienie
Gatunek neotropikalny, południowoamerykański, endemiczny dla stanu Espírito Santo w Brazylii. Znany z dwóch stanowisk.